# リュウキュウツノマタガイ
リュウキュウツノマタガイ（琉球角叉貝、学名:Latirus polygonus）は、海洋性の軟体動物で、巻貝の一種である。イトマキボラ科、ツノマタガイ亜科に属する。学名の polygonus は多くのかどがあるの意味。

## 分類
ツノマタガイ類が属するイトマキボラ科の分岐図の概略を下に示す。

|  | \| \| Fasciolariinae イトマキボラ亜科 \| \| \| \| \| \| Peristerninae ツノマタガイ亜科—Latirus属など \| \| \| \| |
|  | |
|  | Fussininae ナガニシ亜科                                                                                          |
|  | |
|  | Fasciolariinae イトマキボラ亜科                                                                                  |
|  | |
|  | Peristerninae ツノマタガイ亜科—Latirus属など                                                                     |
|  | |

|  | Fasciolariinae イトマキボラ亜科              |
|  |                                              |
|  | Peristerninae ツノマタガイ亜科—Latirus属など |
|  |                                              |

イトマキボラ科の起源は白亜紀にさかのぼるが、イトマキボラ亜科やツノマタガイ亜科は新第三紀初頭のアキタニアン(24Mya)頃に分化したと考えられる。

## 分布
紀伊半島以南、インド-西太平洋の潮間帯の岩礁に棲む。

## 外観

### 貝殻
殻高は約8cm以下。縦肋は黒褐色で縦肋の間は黄白色で、螺肋にそって黄白色の細い線が多数横切る。殻口内は白色で、細い螺状のひだがある。

### 軟体
イトマキボラ科は、赤い体をもつ。頭部左右に触角があるがソデボラ科のように長くは伸びず、眼は触角の付け根にある。エゾバイ科と似た構造をしているが、吻が短くて口球と同じくらいの長さ。吻をひっこめるための筋肉は少なく、本種では左右に一対ある。胃は細くて比較的単純な構造。歯舌は11:3:12の尖舌型で本科は中央の3突起が小さい。肉食。